# タンガ (小惑星)
タンガ（1595 Tanga）は、小惑星帯に位置する小惑星。
1930年、シリル・ジャクソンとハリー・エドウィン・ウッドが、南アフリカ連邦（現在の南アフリカ共和国）のヨハネスブルグで発見した。

## 名称
タンザニアの港湾都市、タンガに因む。この命名は1980年2月の小惑星回報で公表された。
この時の小惑星回報では、1930年代にジャクソンがヨハネスブルクで発見した小惑星のうち16個（共同発見1個、すなわち本天体を含む）に対して、アフリカの地名に因んだ命名が行われている。東アフリカに関するものでは、(1430) ソマリア や (1634) ンドラ、(1641) タナ、(1676) カリバ などがある。